# Mamestra extincta
Mamestra extincta är en fjärilsart som beskrevs av Otto Staudinger 1892. Mamestra extincta ingår i släktet Mamestra och familjen nattflyn. Inga underarter finns listade i Catalogue of Life.